# ASB Classic 2009
L'ASB Classic 2009  è stato un torneo di tennis giocato sul cemento. 
È stata la 26ª edizione del ASB Classic,che fa parte della categoria International nell'ambito del WTA Tour 2009. 
Si è giocato all'ASB Tennis Centre di Auckland in Nuova Zelanda, dal 5 al 10 gennaio 2009.

## Partecipanti

### Teste di serie
| Giocatrice               | Nazionalità     | Ranking* | Testa di serie |
| ------------------------ | --------------- | -------- | -------------- |
| Elena Dement'eva         | Russia          | 5        | 1              |
| Caroline Wozniacki       | Danimarca       | 12       | 2              |
| Anabel Medina Garrigues  | Spagna          | 22       | 3              |
| Aleksandra Wozniak       | Canada          | 34       | 4              |
| Shahar Peer              | Israele         | 38       | 5              |
| Nicole Vaidišová         | Repubblica Ceca | 41       | 6              |
| Anastasija Pavljučenkova | Russia          | 45       | 7              |
| Carla Suárez Navarro     | Spagna          | 49       | 8              |

Giocatrici passate dalle qualificazioni:
1. Di Hollands
2. Aucklander Kairangi
3. Michaëlla Krajicek
4. Petra Martić

## Campioni

### Singolare
Elena Dement'eva ha battuto in finale  Elena Vesnina, 6-4, 6-1

### Doppio
Nathalie Dechy /  Mara Santangelo hanno battuto in finale  Nuria Llagostera Vives /  Arantxa Parra Santonja, 4–6, 7–6(3), 12–10